# Progymnospermen
Die Progymnospermen sind eine ausgestorbene Gruppe von Gefäßpflanzen, die in ihren Merkmalen zwischen den Farnen und den Samenpflanzen vermitteln. Sie werden heute als die Pflanzengruppe erachtet, aus der sich die Samenpflanzen entwickelt haben.

## Merkmale
Die Progymnospermen besaßen meist eine strauchige bis baumförmige Wuchsform. Ihre Verzweigung war pseudomonopodial, sie bildeten aber keine Achselknospen. Sie trugen entweder dichotom verzweigte Einheiten oder flächige Blätter mit dichotomer Nervatur. 
Die Organisation des Gefäßsystems reichte von einer Protostele bis zu einer Eustele mit mesarcher Xylemreifung (von der Mitte des primären Xylems in beide Richtungen). Sie besaßen ein bifaziales Kambium, das sekundäres Gewebe produzierte. Das sekundäre Xylem ist pyknoxylisch  und besteht aus Tracheiden mit Hoftüpfeln und Holzstrahlen. Damit ähnelte das Holz dem rezenter Koniferen.
Die Progymnospermen bildeten Sporen. Diese entstanden in Sporangien, die entlang der adaxialen oder lateralen Seite von Seitenzweigen oder an modifizierten Blättern gebildet wurden. Es gibt sowohl isospore als auch heterospore Vertreter. 

## Systematik und Evolution
Die Progymnospermen dürften sich aus den Trimerophytophyta entwickelt haben, die dreirippige Protostele der frühen Vertreter gleicht der der Trimerophytophyta. 
Zu den Progymnospermen werden folgende Ordnungen gezählt: 
- Archaeopteridales
  - Archaeopteris
- Aneurophytales
  - Tetraxylopteris
- Protopityales
- Noeggerathien

Die Progymnospermen werden heute allgemein als die Vorläufer der Samenpflanzen angenommen. Es gibt jedoch dabei im Wesentlichen zwei Theorien:
- Rothwell nimmt an, dass die Samenpflanzen monophyletisch von einem Vorfahren, der den Aneurophytales entspricht, abstammen.
- Beck nimmt an, dass die Samenpflanzen diphyletisch entstanden sind: die Samenfarne würden demnach von den Aneurophytales abstammen, Cordaitales und Koniferen von den Archaopteridales.

## Forschungsgeschichte
Die Progymnospermen als sporenbildende Pflanzen mit Koniferen-artigem Holz wurden erst 1960 von Charles E. Beck als solche erkannt, als er die bislang nur getrennt bekannten Holz und Blätter der heute als Archaeopteris bekannten Pflanze zusammenfügen konnte. 

## Belege
- Thomas N. Taylor, Edith L. Taylor: The Biology and Evolution of Fossil Plants, S. 440, 459. Prentice Hall, Englewood Cliffs 1993. ISBN 0-13-651589-4